# 中条堤

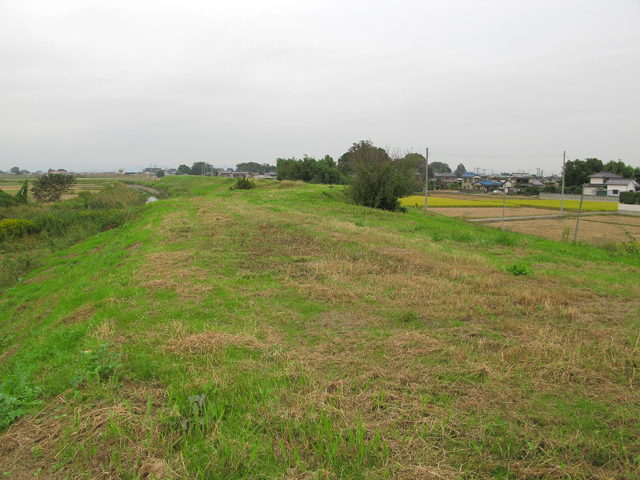
行田市大字北河原地区に残存する中条堤。

中条堤（ちゅうじょうてい）は、埼玉県熊谷市付近に設置されていた堤防であり、東京（江戸）を水害から守る治水システムの要であった。

## 概要
上利根川の右岸堤を利根大堰から2.5キロメートルほど上流に位置し、利根川の堤防に対し直角に、おおむね福川の旧流路の南岸に沿って6580メートルに渡って続く、江戸時代から明治時代にかけて治水システムの要として機能した堤防である。この堤防によって遊水地が形成されるため、増水時に利根川や荒川の水を上流の熊谷市一帯と深谷市の一部を含む地域に意図的に氾濫させることができ、結果的に下流の洪水を軽減し、最下流の東京（江戸）を水害から守っていた。
この中条堤付近は利根川の勾配が緩やかになる地点であり治水上重要な地点である。中条堤の下流の行田市酒巻と千代田町瀬戸井間に人為的に狭窄部を設けるとともに、左岸の群馬県側には33キロメートルに亘って続く文禄堤（現在の利根川左岸堤防）が築かれ、中条堤、狭窄部、文禄堤が漏斗の型を構成し、利根川上流で発生した洪水を受けとめる仕組みになっていた。
中条堤より上流の利根川右岸堤は不連続堤であり、最下流の中条堤でせき止め葛和田の開口部で利根川へ排水、川幅を人為的に狭窄させその上流で氾濫遊水させるシステムである。小規模洪水の場合は酒巻・瀬戸井の狭窄部から葛和田から旧福川に沿って逆流し中条堤の上流部側へ一時的に湛水される。中規模洪水の場合は右岸堤不連続堤の開口部から流入、大規模洪水時は右岸堤を決壊させもしくは乗り越え、中条堤上流の熊谷市一帯に氾濫を起させる仕組みであった。その面積は、山手線の内側よりわずかに狭い50平方キロメートルほど、1億立方メートル以上の貯留が可能だったといわれ洪水時に大きな効果を発揮した。これにより酒巻・瀬戸井の狭窄部より下流には制限された流量しか流れなくなり、利根川は流量的には中小規模の扱い易い河川となっていた。
人為的に狭窄部を設ける築造は緩流河川型霞堤などと同様に江戸時代にはよく用いられた治水方式であるが、極めて巧妙なものであり伊奈忠次によりその基礎がきずかれたと考えられている。だが明治43年の大水害ではこの想定を越え、溢れた水は中条堤下流の北埼玉郡に氾濫していった。氾濫流は埼玉県を縦断東京府にまで達し下町一帯が水浸しになり、被災者は150万人に達するなど甚大な被害が発生する事態となった。

## 歴史
中条堤の起源については、1490年（延徳2年）忍城主成田親泰築堤説、1592年（天正20年）松平家忠築堤説など諸説があるが、その巧妙な仕組みからみて伊奈忠次によって本格的な整備がなされ、その後徐々に拡大されていったものと考えられている。中条堤は時代を経て徐々に規模が拡大され強化されている。利根川の治水において中条堤への依存度が次第に高くなったからである。
1783年（天明3年）には浅間山が噴火し、大量の土砂が流入。利根川の河床は著しく上がり中条堤を要とする治水システムは機能しなくなった。幕府は赤堀川を拡幅し機能の回復を図り、これにともなう下流への流量の増加に対しては関宿の江戸川流頭に棒出しと呼ばれる突堤を創設、江戸川への流入量を最小化した。行き場を失った水は銚子方面へ溢れ出し、現在の利根川下流域の水害を深刻化させることになったが、中条堤を要とした治水システムは維持された。
江戸を大洪水から守ってきたこの治水システムではあるが、中条堤の遊水池となる堤内（上郷）と堤外（下郷）では利害が相反し大きな対立を招いていた。それまでは江戸幕府や明治政府の強権のもと統制され維持強化されてきたが、1910年（明治43年）の大水害で中条堤が破堤し、その修復をめぐりこの対立が表面化、埼玉県政は大混乱に陥った。現状維持の修復を求める上郷側の例規慣習を無視した増築には反対とする決議に対し、強化復旧を主張する下郷の住民1,000人余りが警官隊の制止を押し切り県庁に殺到、中条堤増築の示威運動を行うなど大騒動が生じ、難航の末、中条堤の高さはそのまま、堤防幅を広くすることで妥協がはかられ、酒巻・瀬戸井の狭窄部は拡幅し、連続堤防方式を骨子として修復されることとなった。これは、強権のもと統制強化されてきた地域格差が社会的に許されなくなったことによるもので、さらなる拡大強化には無理があり、中条堤自体は復旧されたもののこの治水システムは崩壊に至った。しかしその後、利根川の堤防の根本的な改修が行われないままカスリーン台風による洪水被害が発生すると、渡良瀬遊水地の調節池化や田中・菅生・稲戸井調整池の整備という形で中条堤の概念が引き継がれた。

## 補足
中条堤という名称は総称であり、埼玉郡北河原村では北河原堤、西側の埼玉郡上中条村では上中条堤、さらに西側の幡羅郡四方寺村では四方寺堤と呼ばれていた。村囲堤に特有な命名である。また上中条村の上中条堤を俗称として中条堤と呼ばれる。1729年（享保14年）には忍城主 安部豊後守によって、上中条堤に接続する形で四方寺堤が築かれている。これは見沼代用水（1727年に開削）のかんがい区域を水害から守るためであった。そのため上中条堤を古堤、四方寺堤を新堤と呼ぶこともある。かつては上中条堤と四方寺堤の間には、水越堤（越流堤の一種）が設けられていて、洪水の一部を忍領へ排出していたが、享保年間（1716年から1736年）の見沼代用水の完成に伴い、代用水路を洪水流から守るために水越堤が廃止されるとともにに中条堤の補強工事（増築と嵩上げ）が実施され、拡大強化されている。